# Phacelia imbricata
Phacelia imbricata är en strävbladig växtart som beskrevs av Edward Lee Greene. Phacelia imbricata ingår i Faceliasläktet som ingår i familjen strävbladiga växter.

## Underarter
Arten delas in i följande underarter:
- P. i. bernardina
- P. i. patula

## Bildgalleri

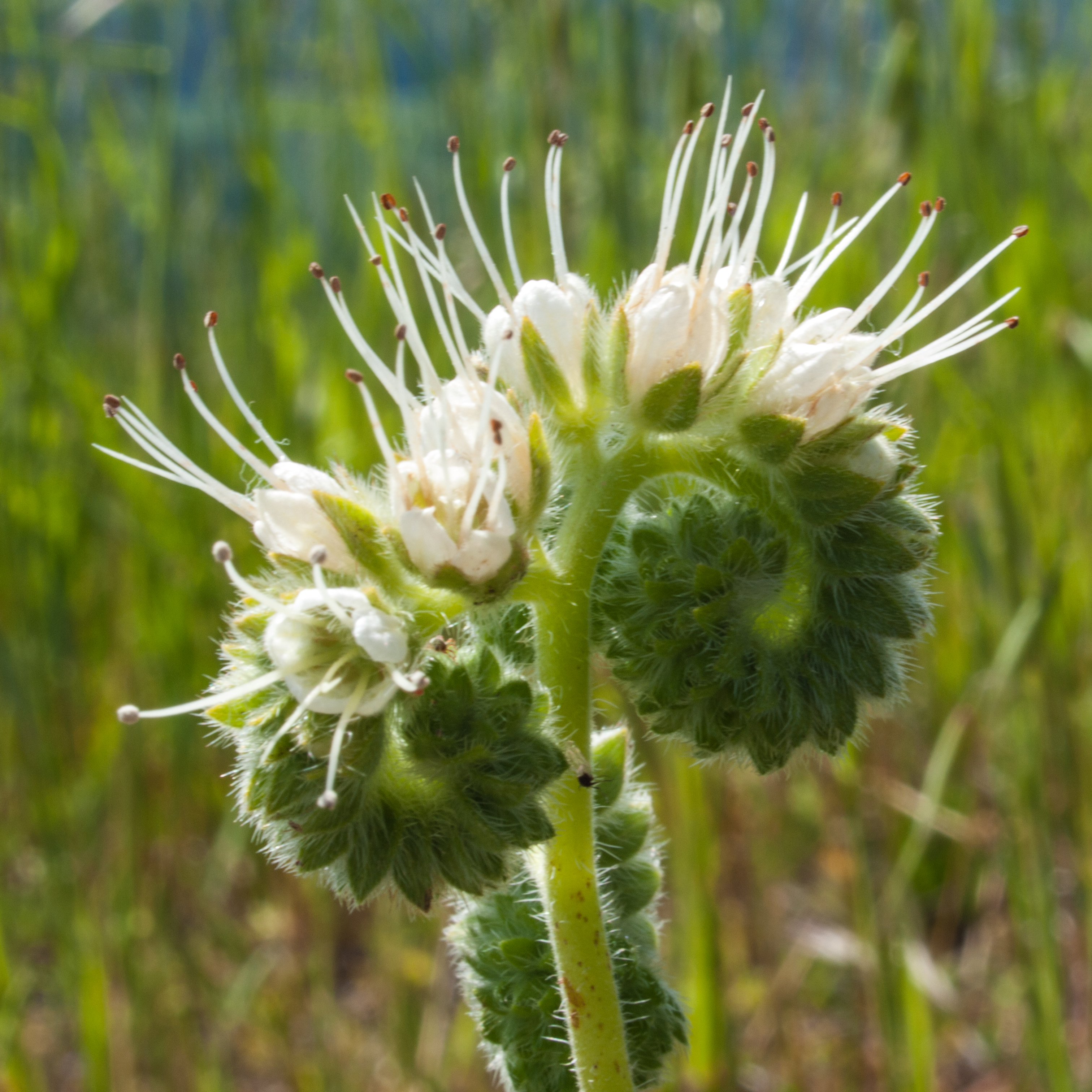